# Adelopsyche frustans
Adelopsyche frustans är en fjärilsart som beskrevs av Cockerell 1926. Adelopsyche frustans ingår i släktet Adelopsyche och familjen träfjärilar. Inga underarter finns listade i Catalogue of Life.